# Michel Chossudovsky
Michel Chossudovsky (* 1946) je kanadský ekonom, poradce, novinář a spisovatel literatury faktu. Je emeritním profesorem ekonomie na univerzitě v Ottawě. Od roku 2001 je prezidentem a ředitelem Centra pro výzkum globalizace, které publikuje konspirační teorie a falešné zprávy. Chossudovsky sám je propagátorem konspiračních teorií o 11. září.

## Životopis
Chossudovsky se narodil ruskému židovskému emigrantu, diplomatu Evgeny Chossudovskému a irské protestantce Rachel Sullivanové. V roce 1968 byl přijat na univerzitu v Ottawě. Učil jako hostující profesor na akademické půdě v západní Evropě, Jižní Americe a jihovýchodní Asii, fungoval jako ekonomický poradce ve vládách rozvojových zemí a pracoval jako konzultant pro mezinárodní organizace včetně projektů jako jsou Rozvojový program OSN (UNDP), Africká rozvojová banka, Africký institut Spojených národů pro ekonomický rozvoj a plánování (AIEDEP), Fond obyvatelstva OSN (UNFPA), Mezinárodní organizace práce (ILO), Světová zdravotnická organizace (WHO), Ekonomický výbor OSN pro Latinskou Ameriku a Karibskou oblast (ECLAC). V roce 1999 se Chossudovsky přidal k Mezinárodnímu fondu pro výzkum míru a budoucnosti jako poradce.
Chossudovsky je bývalý prezident Kanadské asociace výzkumu Latinské Ameriky a Karibiku. Je členem organizací, které zahrnují Výbor na fiskální a ekonomické reformy (COMER), Geopolitickou drogovou hlídku (OGD) a Mezinárodní koncil lidského zdraví (IPHC).
Je aktivním členem protiválečného hnutí v Kanadě, rozsáhle psal o válce v Jugoslávii. Byl angažován v propagaci alternativních teorií o útocích na New York 11. září 2001. Jeho článek Pravda skrytá za 9/11: Kdo je Usáma bin Ládin byl pravděpodobně vůbec prvním, který zpochybňoval Bushovo tvrzení, že bin Ladin je za útoky na Světové obchodní centrum a Pentagon zodpovědný.[zdroj?] Je častým přispěvatelem do periodik Le Monde diplomatique, Third World Resurgence (Vzkříšení třetího světa) a Covert Action Quarterly (Čtvrtletník tajných operací). Jeho publikace byly přeloženy do více než dvaceti jazyků. Jeho poslední kniha nese název America's "War on Terrorism“ (Americká „Válka proti terorismu“). Píše v angličtině a francouzštině.

## Centrum pro výzkum globalizace
V roce 2001 založil Centrum pro výzkum globalizace (Centre for Research on Globalization) a stal se ředitelem a redaktorem. Společnost se sídlem v Montrealu se profiluje jako nezávislá výzkumná a mediální organizace, která poskytuje analýzy témat, která nejsou pokryta mainstreamovými médii.
Centrum pro výzkum globalizace je známo propagací konspiračních teorií a nepravd.
Jako příklady propagovaných konspiračních teorií lze uvést „Nový světový řád“, očkování jako spiknutí farmaceutického průmyslu, použití jaderných zbraní USA v Iráku a Afghánistánu, nebezpečí geneticky modifikovaných rostlin, CIA jako původce Islámského státu, chemtrails, HAARP, popírání genocidy v Bosně či Rwandě, nasazení chemických zbraní v Sýrii, které vlády Spojených států, Velké Británie, Turecka, Saúdské Arábie, Francie, Izraele připisují Bašáru Asadovi, a mnoha dalších včetně spekulací o účasti USA na státním převratu v Íránu.